# دايدو هافينار
دايدو هافينار (باليابانية: ハーフナー・ディド) (26 سبتمبر 1957 في هولندا – )؛ هو لاعب كرة قدم ياباني سابق كان يلعب كحارس مرمى.

## وصلات خارجية
- دايدو هافينار على موقع رابطة كرة القدم اليابانية للمحترفين (اليابانية)
- دايدو هافينار على موقع قاعدة بيانات كرة القدم.إي يو (الإنجليزية)
- دايدو هافينار على موقع عالم كرة القدم.نت (الإنجليزية)